# Sampo Widmann
Sampo Widmann (* 1942 in Marquartstein) ist ein deutscher Architekt und Hochschullehrer.

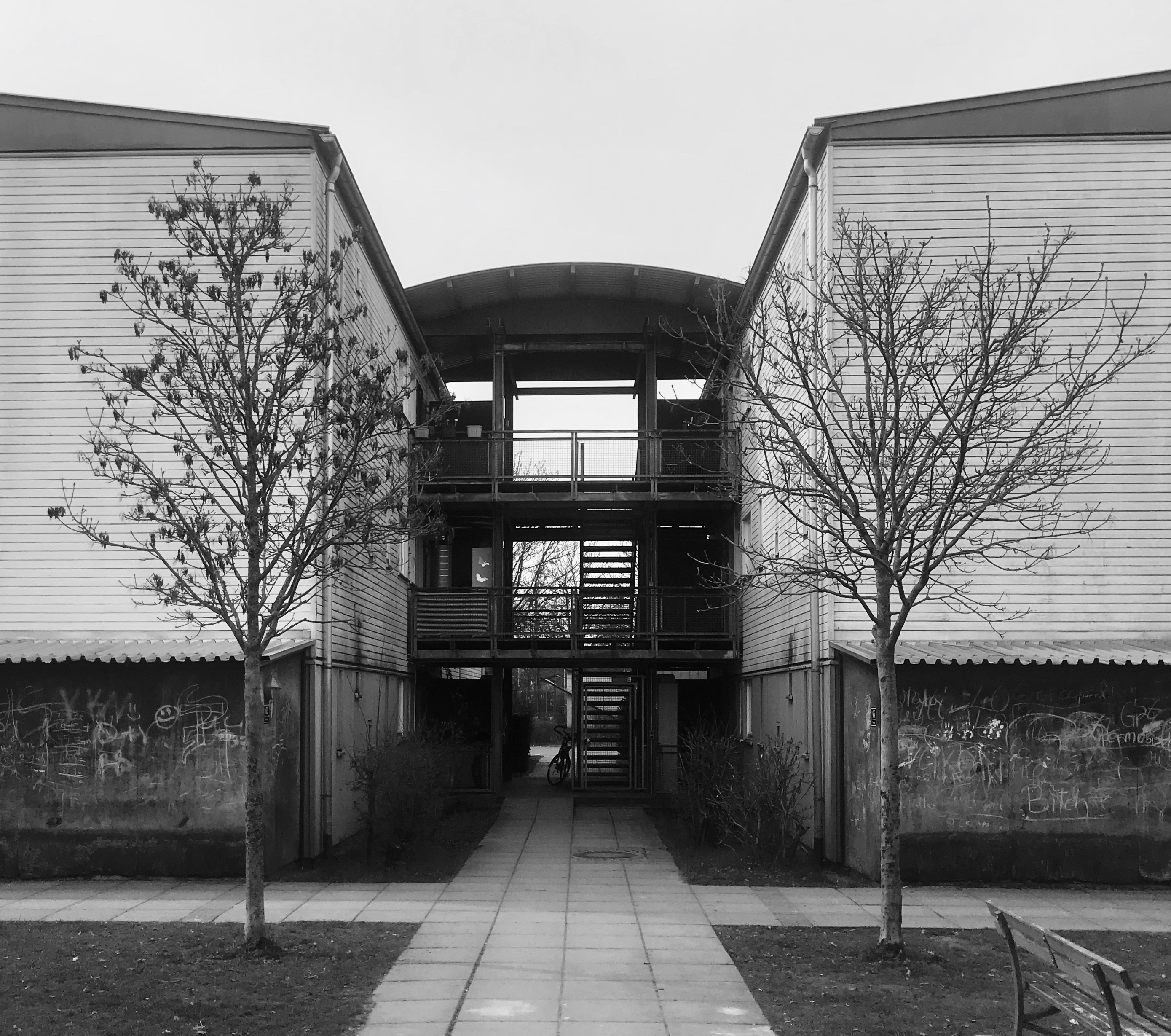
Siedlung Permoserstraße, Ingolstadt

## Werdegang
1964 schloss Widmann sein Abitur am Staatlichen Landschulheim Marquartstein ab. Er studierte Architektur an der Technischen Universität München, u. a. bei Johannes Ludwig und Franz Hart. 1969 machte er sein Diplom an der TU München. Zwischen 1972 und 1975 arbeitete er als freier Mitarbeiter bei Helmut Borcherdt und Peter Seifert. 1975 gründete er sein eigenes Architekturbüro in München, das bis 2009 bestand. Widmann hatte von 1988 bis 1990 einen Lehrauftrag an der Fachhochschule München inne und zwischen 1990 und 2008 war er Professor für Entwerfen und Konstruieren an der Fachhochschule in München.
1983 wurde Sampo Widmann in den Bund Deutscher Architekten berufen.

## Bauten
- 1984: Bauhof, Maisach

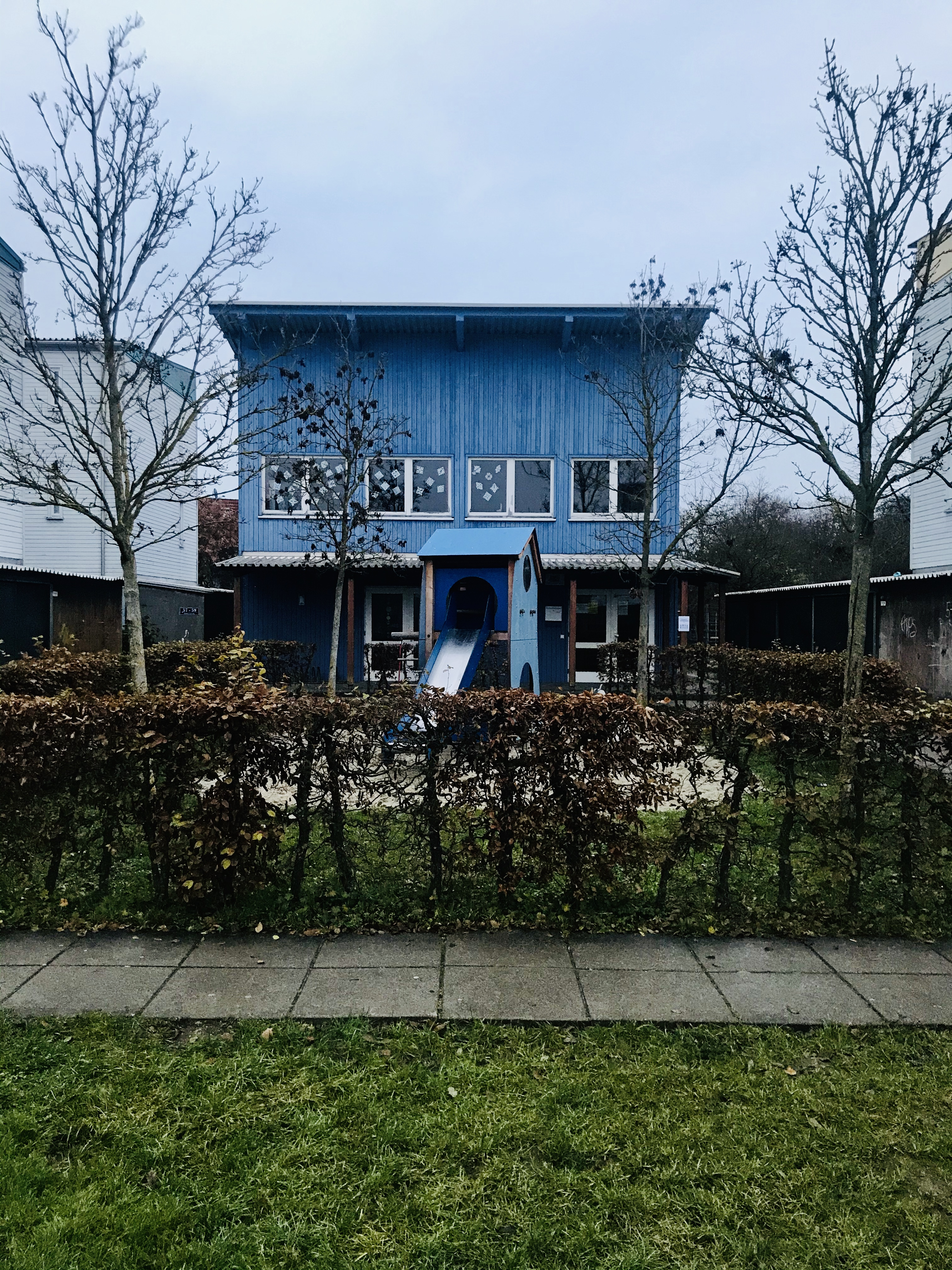
Kindergarten in der Siedlung Permoserstraße, Ingolstadt

- 1985: Friedhofsgebäude, Eching mit Stephan Romero
- 1987: Garten Sapporo, München mit Landschaftsarchitekt Gerhart Teutsch
- 1987–1989: Genossenschaftssiedlung, Passau-Neustift mit Hermann Schröder und Christoph Valentien und Donata Valentien
- 1989: Pavillon, Gröbenzell mit Landschaftsarchitekt Gerhart Teutsch
- 1990: Brücke, Eching
- 1991: Gartenwohnanlage Dietersheim, Eching
- 1991: Wohnhaus, Friedberg
- 1993: Reihenhäuser, Karlsfeld
- 1993–1994: Siedlung Permoserstraße – Permoserstraße 49, 51, 53, 55, 57, 59, 61, 63, 65, 67, 69, 71, 73, 75, Ingolstadt mit Hermann Schröder[2]
- 1994: Siedlung, Aichach
- 1995: Wohnhaus Widmann, Weßling[3]
- 1995: Wohnhaus mit Atelier, Miesbach
- 1995: Friedhofsgebäude, Taufkirchen
- 1996: Wohnhaus, Aichach
- 1997: Siedlung, Olching

## Preise
- 1987: BDA Preis Bayern für Friedhofsgebäude, Eching[4]
- 1989: BDA Preis Bayern für Genossenschaftssiedlung, Passau-Neustift[5]
- 1991: Architekturpreis Beton für Genossenschaftssiedlung, Passau-Neustift[6]
- 1992: Deutscher Bauherrenpreis für Genossenschaftssiedlung, Passau-Neustift[7]
- 1996: Deutscher Bauherrenpreis für Siedlung Permoserstraße, Ingolstadt[8]
- 1998: Anerkennung – Holzbaupreis Bayern für Austragshaus, Aichach

## Ehemalige Mitarbeiter
- Uwe R. Brückner
- Ingrid Burgstaller[1]
- Peter Kuchenreuther

## Ausstellungen
- Hochschule Rosenheim
- Hochschule München[1]